# Empalme Etcheverry

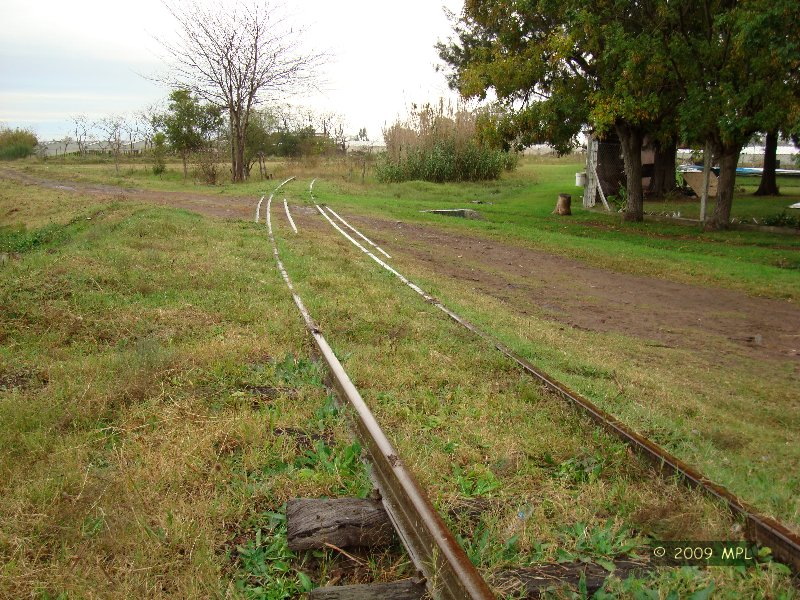
Curva del empalme Etcheverry, vista hacia Buchanan

Empalme Etcheverry es el nombre con que se conoce al empalme ferroviario realizado en el año 1953, entre el ramal González Catán - Puerto La Plata de la ex Compañía General de Ferrocarriles en la Provincia de Buenos Aires (CGBA) y la línea La Plata (Meridiano V) a Mira Pampa, Azul y Olavarría del Ferrocarril Provincial de Buenos Aires (FCPBA). 
Anteriormente, la primera de estas líneas cruzaba a nivel a la segunda, para luego encarar una curva y acceder así al puerto de La Plata (vía Esquina Negra). Con la estatización de los ferrocarriles llevada a cabo a partir del año 1948, este doble acceso, con escasos kilómetros de diferencia, se hizo innecesario y se condujo el tráfico al puerto a través de este empalme.

## Historia y actualidad
Si bien existió transporte de pasajeros por esta línea (posteriormente limitándolo hasta la Estación Buchanan), se registró tráfico por este empalme hasta mediados de los años 90, solamente para el traslado de combustibles desde la destilería que YPF posee en Ensenada, hasta el depósito de locomotoras en Tapiales. 
Como ocurrió con gran parte de la red ferroviaria argentina, no existió una fecha exacta de clausura para este ramal. Al quedar fuera de la concesión a las empresas privadas (llevadas a cabo en los años 90), simplemente los trenes dejaron de pasar y se abandonó la infraestructura a su suerte, siendo víctima de vandalismo, robo de rieles y durmientes y la ocupación por parte de particulares de las estaciones ya sin tráfico. El último viaje se realizó el 13 de marzo de 1993.
El cambio de vías en cercanías de González Catán, que daba acceso a este ramal fue levantado por el ex-consorcio ferroviario Metropolitano, condenando el ramal al olvido.